# Elecciones provinciales de Nepal de 2017
Las elecciones provinciales de Nepal de 2017, primeras desde la sanción de la constitución de 2015, tuvieron lugar el domingo 26 de noviembre y el jueves 7 de diciembre del mencionado año con el objetivo de elegir a las siete primeras asambleas legislativas de las siete provincias de Nepal para un mandato de cinco años. Tuvieron lugar al mismo tiempo que las elecciones para la Cámara de Representantes nepalesa a nivel nacional. En total se eligieron 550 legisladores provinciales, de los cuales 330 fueron elegidos mediante escrutinio mayoritario uninominal y los otros 220 mediante representación proporcional por listas. Estas elecciones marcaron la transformación de Nepal en una república federal.
Estas elecciones resultaron en una aplastante victoria para la «Alianza de Izquierda» entre el Partido Comunista de Nepal (Marxista-Leninista Unificado) y el Partido Comunista de Nepal (Maoísta), que obtuvo el 47,27% de los votos proporcionales y fue la fuerza más votada y con más escaños en todas las provincias, con mayoría absoluta en seis de ellas. En la provincia de Madhesh se impuso una coalición entre el Foro Socialista Federal y el Partido Popular Nacional, formando el único gobierno provincial no comunista en la jornada.